# Gương chữ K (Quang học)
Gương K là một hệ thống gồm 3 gương phẳng được gắn trên trục động cơ chung chạy song song với tia chính của hệ. Nếu nhìn vào hệ thống song song với các bề mặt gương, chỉ có thể nhìn thấy các cạnh của gương, gương giữa và gương trước và sau trông giống như xương sống và chân của chữ K; Điều này minh họa nguồn gốc của tên.

## Xoay chùm tia
Công dụng chính của các kính là xoay một chùm tia chiếu vào gương đầu tiên trên một số trục quang, chiếu vào gương giữa và thoát khỏi hệ trên cùng một trục chính. Việc thực hiện thường xuyên xảy ra trong các giai đoạn dẫn xuất của kính thiên văn quang học trong đó góc chùm được ngụ ý bởi trục quang của kính thiên văn được hoàn tác để giữ hướng của nó phù hợp với quang học hạ lưu. Bởi vì có một số lượng gương lẻ, hiệu ứng tổng thể cũng bao gồm một lần lật hình ảnh.
Thiết kế đề cập đến một góc tham chiếu bằng không làm mốc của trục động cơ, trong đó gương đầu tiên làm lệch chùm tia lên tới gương giữa, sau đó nó làm lệch chùm tia xuống tới gương cuối cùng. Bức tranh minh họa ba tấm gương được phác thảo bởi các hình tứ giác màu đỏ tươi, ba tia màu đi vào từ bên phải, đồng tử là một tấm vải màu xanh lá cây, và nơi các tia kết thúc tại đồng tử. 
Nếu các gương được quay 20 độ, một lần dò tia tương đương cho thấy các tia đó chiếu vào đồng tử thoát ra ở những nơi được quay cách 40 độ so với các vị trí của góc làm mốc. 

## Ma trận quang học
Hiệu ứng tổng thể trên một tia chiếu vào gương đầu tiên trong khung phòng thí nghiệm, trong đó x là khoảng cách ngang đến tâm chùm tia và y là khoảng cách dọc, có thể được tính là một sự nối tiếp của
- chia vị trí thành các thành phần vuông góc và song song với gương trước
- lật thành phần trong mặt phẳng tới ba lần để kết hợp các phản xạ từ gương thứ nhất, gương giữa và gương cuối, về cơ bản là thực hiện các phương trình Fresnel cho các gương hoàn hảo. Điều này có thể được viết dưới dạng một lần lật vì ba mặt phẳng tới giống nhau,
- làm lệch vị trí với nghịch đảo của ma trận phân tách đầu tiên để kết thúc với một đại diện trong điều kiện phòng thí nghiệm ban đầu.

Ba ma trận hoạt động trên các vectơ cột từ bên trái, do đó tích của chúng hiển thị ma trận đầu tiên bên phải. β+β0 là góc động cơ và độ lệch của nó trong điều kiện của phòng thí nghiệm:
{\displaystyle \left({\begin{array}{cc}\cos(\beta +\beta _{0})&-\sin(\beta +\beta _{0})\\\sin(\beta +\beta _{0})&\cos(\beta +\beta _{0})\\\end{array}}\right)\left({\begin{array}{cc}1&0\\0&-1\\\end{array}}\right)\left({\begin{array}{cc}\cos(-\beta -\beta _{0})&-\sin(-\beta -\beta _{0})\\\sin(-\beta -\beta _{0})&\cos(-\beta -\beta _{0})\\\end{array}}\right)=\left({\begin{array}{cc}\cos[2(\beta +\beta _{0})]&\sin[2(\beta +\beta _{0})]\\\sin[2(\beta +\beta _{0})]&-\cos[2(\beta +\beta _{0})]\\\end{array}}\right)}
Điểm thú vị ở đây là xoay hệ bởi góc xoay β, hình ảnh xoaycác 2β góc trong phòng thí nghiệm. Bởi vì các yếu tố lật hình ảnh, định thức của ma trận âm.